# Halina Łabonarska

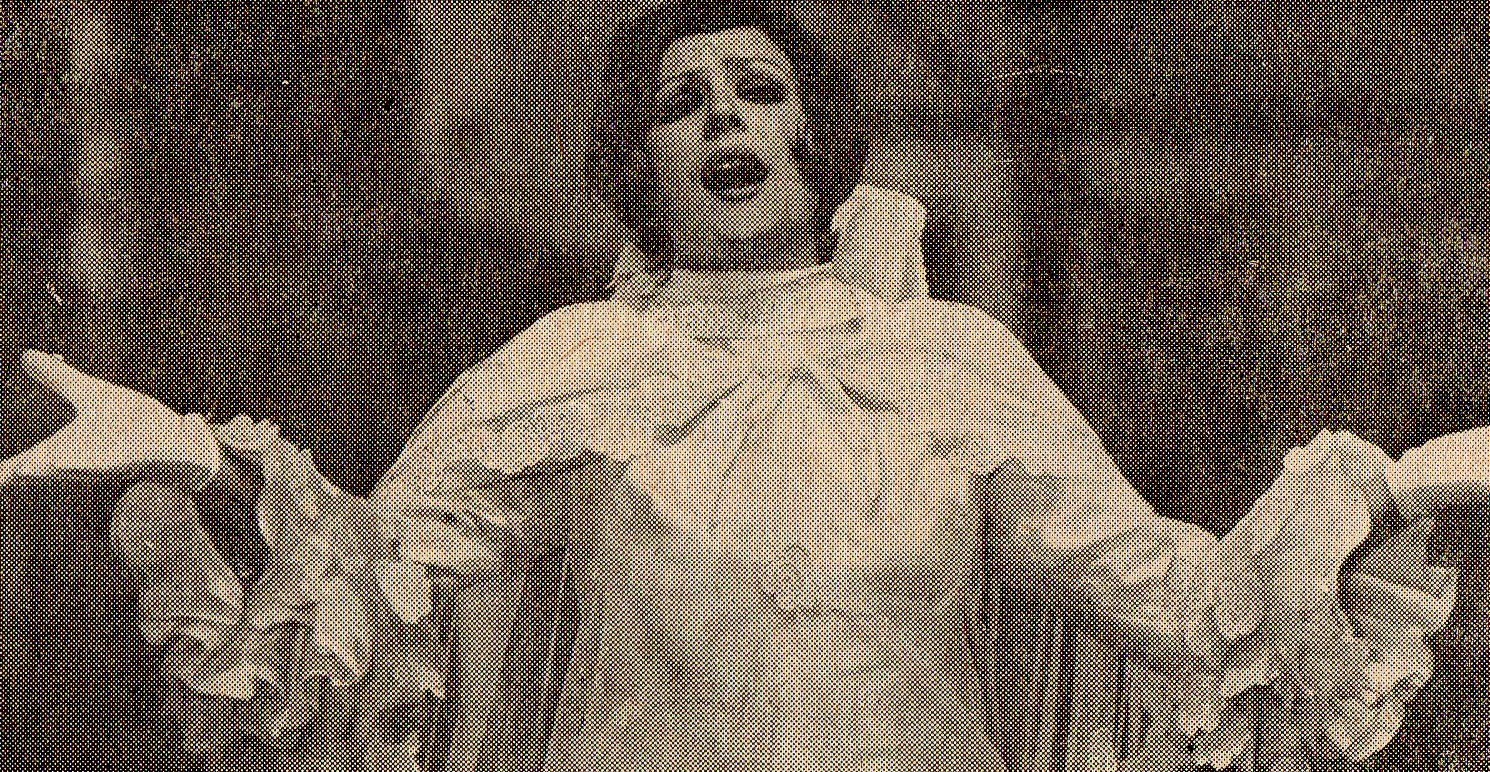
Halina Łabonarska w Operze za trzy grosze, Teatr Nowy w Poznaniu, 1974

Halina Łabonarska (ur. 15 sierpnia 1947 w Gdańsku) – polska aktorka.

## Życiorys
Halina Łabonarska dorastała na gdańskich Siedlcach. Jest absolwentką liceum pedagogicznego w Gdańsku, następnie Wydziału Aktorskiego PWSFTviT w Łodzi (1970). Po studiach występowała w zespole Izabelli Cywińskiej w Kaliszu (Teatr im. Bogusławskiego, 1970–1973), a następnie w Teatrze Nowym w Poznaniu (1973–1977). W latach 1977–1980 była aktorką warszawskiego Teatru na Woli, a w latach 1980–1983 i 1988–1989 występowała w Teatrze Dramatycznym w Warszawie. W latach 1983–1988 i 1989–2005 była aktorką Teatru Polskiego w Warszawie. Od 2005 występuje w stołecznym Teatrze Ateneum. W latach 2017–2018 występowała w głównej roli w serialu Korona królów, odtwarzając rolę królowej Jadwigi. Od 25 marca 1995 współpracuje z Radiem Maryja, od 2003 także z TV Trwam.
Weszła w skład komitetu wspierającego kandydaturę Karola Nawrockiego na prezydenta RP w wyborach w 2025.
Pracowała również jako lektorka książek audio. Przeczytała m.in. pierwotną wersję sagi Opowieści z Narnii.
Matka Wawrzyńca Kostrzewskiego.

## Nagrody, wyróżnienia i odznaczenia
Jest laureatką nagród filmowych i teatralnych: Nagrody za pierwszoplanową rolę kobiecą na Festiwalu Polskich Filmów Fabularnych (1979), Nagrody im. Ireny Solskiej (2015), Wielkiej Nagrody Festiwalu Dwa Teatry (2019). W 2017 otrzymała z rąk ministra kultury i dziedzictwa narodowego Piotra Glińskiego Doroczną Nagrodę MKiDN w kategorii Teatr.
Odznaczona przez Prezydenta RP Złotym Krzyżem Zasługi (2013) i Krzyżem Kawalerskim (2023) Orderu Odrodzenia Polski, a także przez ministra kultury Złotym Medalem „Zasłużony Kulturze Gloria Artis” (2017). W 2023 otrzymała Medal „Pro Patria” decyzją szefa Urzędu do Spraw Kombatantów i Osób Represjonowanych.

## Filmografia
- 1976: Trochę wielkiej miłości jako bohaterka
- 1978: Aktorzy prowincjonalni jako Anka Malewska, żona Krzysztofa
- 1978: 07 zgłoś się jako lekarka Irena, znajoma Borewicza (odc. 6)
- 1978: ...Gdziekolwiek jesteś panie prezydencie... jako pokojówka Starzyńskiego
- 1979: Podróż do Arabii jako Anna Rościszewska
- 1979: Kobieta i kobieta jako Barbara Stankiewicz-Kuczera
- 1980: Bajki na dobranoc jako kierowniczka Magda
- 1981: Dziecinne pytania jako Jagoda
- 1981: Człowiek z żelaza jako lekarka w szpitalu psychiatrycznym
- 1982: Pensja pani Latter jako Klara Howard, nauczycielka na pensji pani Latter
- 1983: Wedle wyroków twoich... jako żona Kleinschmidta
- 1983: Synteza jako Flora, ciotka Eli i Piotra
- 1984: Umarłem, aby żyć jako lekarka na Pawiaku
- 1984: Rok spokojnego słońca jako siostra przełożona Domu Opieki dla Dorosłych
- 1985: Jesienią o szczęściu jako lekarka, specjalistka od akupunktury
- 1986: ESD jako mama Idy
- 1990: Europa, Europa jako matka Leni
- 1997: Kroniki domowe jako Anielcia
- 2000: Przeprowadzki jako Klara Michalska (odc. 5)
- 2002–2008: Samo życie jako profesor Izabela Jaworska
- 2003: Zaginiona jako Jadwiga Szulc, matka Eweliny (odc. 3)
- 2004: Vinci jako Helena Antończyk, dyrektor Muzeum Czartoryskich
- 2005: Klinika samotnych serc jako Helena Strusiowa
- 2006: Na dobre i na złe jako Ewa Jakubik (odc. 252)
- 2006: Kryminalni. Misja śląska jako inspektor Ewa Kubicz
- 2006: Kryminalni jako inspektor Ewa Kubicz
- 2006: Norymberga (spektakl Teatru Telewizji) jako żona ubeka
- 2007: Regina jako Irena Popiel, matka Reginy
- 2007: Odwróceni jako Helena, teściowa Pawła Sikory (odc. 4)
- 2007: Hania jako matka Wojtka
- 2007: Futro jako Halina Witkowska, matka Alicji i Anny
- 2008: Tylko miłość jako Anna Sawicka, przybrana matka Adama
- 2009: Popiełuszko. Wolność jest w nas jako aktorka
- 2009–2011: Barwy szczęścia jako Zofia Filipska, matka Izy Gordon
- 2010: Joanna jako matka Joanny
- 2012: Prawo Agaty jako matka Okońskiej (odc. 9)
- 2013: Na dobre i na złe jako Elżbieta (odc. 537)
- 2016: Smoleńsk jako matka Niny
- 2018: Korona królów jako Jadwiga Bolesławówna, żona Władysława Łokietka, matka Kazimierza III Wielkiego

## Dubbing
- 2010: Alicja w Krainie Czarów